# ブリーフ4
ブリーフ4（ブリーフ フォー）は1997年11月8日のテレビ朝日系列の特別番組『27時間ぶちぬきスペシャル 熱血チャレンジ宣言'97』内で結成されたお笑いユニット。その名の通りパンツ（ブリーフ）一丁で街に出没し、様々な企画を体当たりで行った。同日夜から翌日未明までの一夜限りの結成だったが、そのインパクトからお笑い界の伝説として根強いファンが今も存在する。

## メンバー
- ビートたけし
  - 当ユニットのリーダー格だが、鶴瓶に悪ノリして暴走したため、後輩の今田と東野にどつかれる一面があった。
- 笑福亭鶴瓶
  - 途中で泥酔したこともあって悪ふざけが特に著しく、たけしだけでなく後輩である今田と東野からもどつかれていた。丹波宅で失言・暴走を繰り返したことにより、一時メンバーから外された。
- 今田耕司・東野幸治
  - 年少メンバーでありながらユニットのまとめ役を担当し、彼らにとって大先輩であるたけしと鶴瓶を相手に一歩も退かずに渡り合い、鶴瓶の悪行を体を張って阻止するなど活躍した。

## コーナー進行
- 高橋真紀子（テレビ朝日アナウンサー）
- ガダルカナル・タカ

## 結成の背景
ビートたけしが北野武名義で監督した映画『HANA-BI』が1997年にヴェネツィア国際映画祭でグランプリにあたる金獅子賞を獲得（日本映画では『無法松の一生』以来40年ぶり）し、この快挙に日本中が湧いた。当時たけしは自身が起こしたバイク事故後に復帰した1995年以降、本来の「芸人」としての活動が下降気味と見られていたが、この受賞で「奇跡の復活」と言われ、一夜にして世界の巨匠として扱われるに至った。
しかしたけしは、かねてから「振り子の原理」つまり「ポジションが上がったら、その分バカな事をすべき」というお笑い理論を持っていた為、自身が巨匠として祭り上げられてしまう事を恐れ、共演経験のある笑福亭鶴瓶や今田耕司に企画案を打ち明けて共演を依頼。ここにブリーフ4結成の運びとなった。後に鶴瓶は日本テレビの深夜番組『いろもん』で「たけし兄さんから頼まれたらイヤとは言えんかった」と語っている。

## 活動内容
『27時間チャレンジテレビ』のコーナー「今夜結成!ブリーフ4!! 夜の東京チャレンジツアー」として、都内ロケ地をバス移動しながら深夜から未明にかけて計7回登場。ブリーフ4の面々は最初からパンツ一丁に黒い革靴・靴下姿、タカは紅白の司会衣裳、高橋アナはピンク色のバスガイド衣裳に「ブリーフ4」と書かれた小旗を持つ扮装で参加。最も活躍した者に贈られる「チャンピオンブリーフ」を賭けて各種ゲームを展開。すべて生放送で行われた。
- Part1 夜の東京チャレンジツアー 出発!
結成式と紹介。この段階では連想クイズやゲームなどで得点を競い、優勝者に「チャンピオンブリーフ」が贈られるという趣向だった。
- Part2 広尾・カフェ編
ブリーフ一丁でオープンカフェに客として入り、一般客のリアクションを隠し撮り。鶴瓶→東野→今田→たけしの順で登場。
- Part3 都内・寿司屋編
雑談のみのショートコーナー。放映自体は短かったが、ここで飲み過ぎた鶴瓶は以後のコーナーでは泥酔状態となる。
- Part4 都内・ゲームセンター編
プリクラ撮影のみのショートコーナー。
- Part5 都内・大物俳優宅編
大物俳優・丹波哲郎宅を舞台に室内の高価な装飾品を賭けてゲームコーナーを展開。丹波には「自宅に訪問して短いトークを行う」という内容で予め撮影許可をもらっており、寝巻姿でたけしらを出迎えた。泥酔した鶴瓶が「こんな企画、頭おかしいやろ」と段々言う事を聞かなくなり、終いにはブリーフを脱いで脱糞をしようとし始めた。たけしも悪ノリしてセクハラ・下ネタ・装飾品の破壊合戦となり、最終的に鶴瓶がブリーフを下ろす寸前にカメラが辛うじて避け、周囲のスタッフが「撮るな!避けろ!!」と慌てふためく声が生放送で流れるなど収拾不能となった。一方で丹波は部屋の中をメチャクチャにされたにも関わらず、終始メンバーらの暴走を冷静に対応していた。
- Part6 お色気企画
都内の銭湯で水着ギャルを迎えての企画。丹波宅で大失態を犯した鶴瓶は退場させられ、タカが臨時メンバーとして参加。今田と東野が牛乳早飲み対決するなど体を張って繋ぐもラストで鶴瓶が乱入し、またも収拾不能に。
- Part7 完結編
後楽園ゆうえんちジェットコースターでチャンピオンブリーフを賭けた最終決戦。鶴瓶が今までの悪行から宙づりでジェットコースターに乗らされ優勝。すっかり酔いも覚めた鶴瓶だったが、またしても悪行を連発し、3人から袋だたきされる一幕もあった。ハイライトのジェットコースターのシーンでは、寒風吹きすさぶ11月の早朝、薄っすらと白み始めた夜空をバックにパンツ一丁で宙を舞う鶴瓶の姿に、思わず一同から歓声が上がった。タカが「今度はあなたの街にブリーフ4が行くかも知れません、お楽しみに!」の締めコメントを言っている横で、鶴瓶が最後までブリーフを下ろそうとするのに3人が蹴りを入れるなど、大混乱の中で全編が終了した。

## 後日談
- 2019年9月27日放送の『徹子の部屋SP TVエンタメ伝説の名場面史』において「伝説のバラエティ名場面」の1つとして、「Part5 都内・大物俳優宅編」の一部分が紹介された。なお、同特番には今田が出演した。